# Dmitri Alexandrowitsch Gurjew

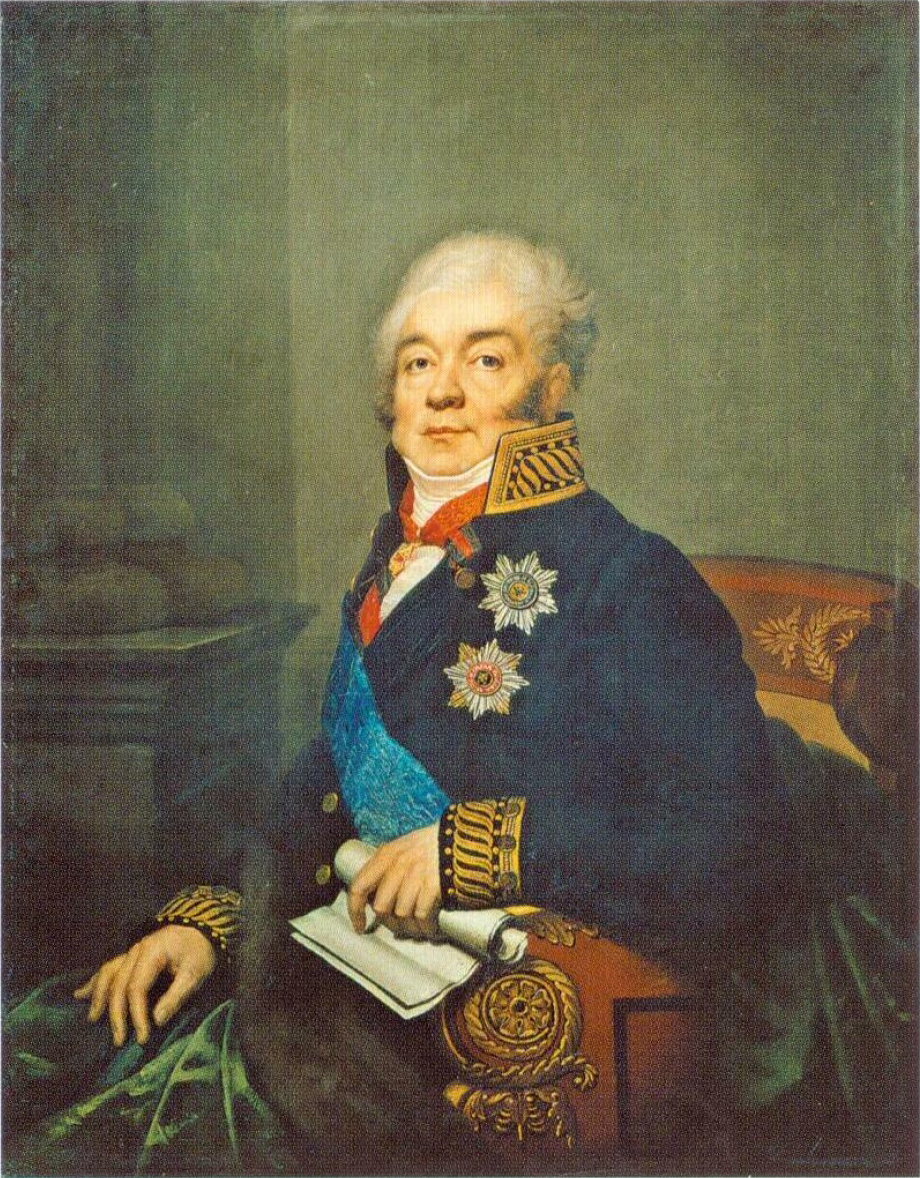
Dmitri Alexandrowitsch Gurjew (Johann Rombauer, 1818)

Dmitri Alexandrowitsch Gurjew (russisch Дмитрий Александрович Гурьев; * 7. Januarjul. / 18. Januar 1758greg. in St. Petersburg; † 30. Septemberjul. / 12. Oktober 1825greg. ebenda) war ein russischer Offizier, Staatsbeamter und Politiker.

## Leben
Gurjew war der Sohn des unvermögenden adligen Brigadiers Alexander Grigorjewitsch Gurjew. Sein Taufpate war Graf Sergei Pawlowitsch Jaguschinski. Er erhielt eine häusliche Erziehung und trat im November 1772 in den Staatsdienst als Soldat im Ismailowski Leibgarde-Regiment, in dem er nach einer Woche zum Korporal befördert wurde. Er wurde 1773 Sergeant, 1779 Praporschtschik, 1782 Podporutschik, 1783 Porutschik und 1785 Kapitan-Porutschik. Seine schnelle Karriere wurde erleichtert durch seine persönlichen Beziehungen und insbesondere durch die Protektion des Großneffen Katharinas I. Graf Pawel Martynowitsch Skawronski, dem er bei seiner Heirat mit der Nichte  des Fürsten Grigori Alexandrowitsch Potjomkin nützlich war. 1785 heiratete Gurjew die Gräfin Praskowa Nikolajewna Saltykowa (1764–1830) mit 3000 Seelen, um in die St. Petersburger Aristokratie aufzusteigen, wozu ihm Graf Skawronski noch 3000 Seelen schenkte. Gurjew wurde 1786 Kammerjunker, 1794 Zeremonienmeister und 1795 Wirklicher Kammerherr (6. Rangklasse).
Im Januar 1797 wurde Gurjew Hofmeister am Hofe der Großfürstn Alexander I., wo er sich dem Kreis der Jungen Freunde Alexanders I. anschloss: Graf Pawel Alexandrowitsch Stroganow, Wiktor Pawlowitsch Kotschubei, Nikolai Nikolajewitsch Nowossilzew und Adam Jerzy Czartoryski. Nach dem Regierungsantritt Alexanders I. wurde Gurjew dank der Unterstützung der Jungen Freunde im August 1801 zum Gouverneur des Kabinetts Alexanders I. ernannt. Im September 1802 wurde er Stellvertreter des gesundheitlich beeinträchtigten Finanzministers Graf Alexei Iwanowitsch Wassiljew und leitete praktisch selbständig das Finanzamt. Im Februar 1804 wurde er zum Wirklichen Geheimen Rat (2. Rangklasse) ernannt. Im Juli 1806 wurde er Minister für den Kaiserlichen Hof und blieb es bis zu seinem Tode. Nach dem Tode Wassiljews 1807 leitete Fjodor Alexandrowitsch Golubzow das Finanzministerium, bis er schließlich 1809 Finanzminister wurde, während Gurjew dort Stellvertreter blieb.

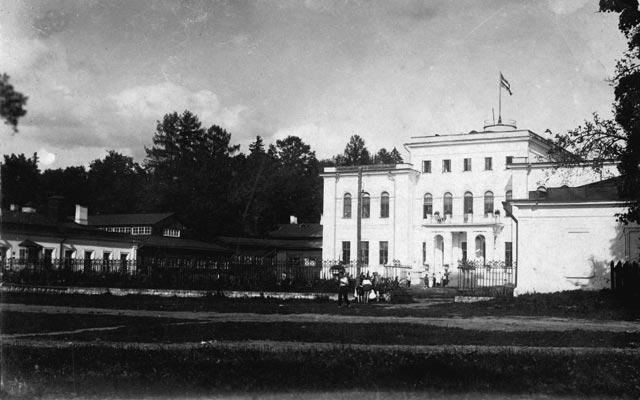
Gurjews Landsitz in Bogorodskoje bei Moskau

Als infolge der entstandenen Wirtschaftskrise Alexander I. im November 1809 Michail Michailowitsch Speranski beauftragte, ein Sofortprogramm zur Überwindung der Finanzkrise zu entwickeln, wurde ein Sonderkomitee berufen, an dessen Beratungen sich Gurjew und der Schatzmeister Balthasar (III.) Freiherr von Campenhausen beteiligten. Das Ergebnis war Ende 1809 der von Speranski und Michail Balugjanski erstellte Finanzplan. Mit Speranskis Hilfe gelang es Gurjew, Golubzow aus dem Amt zu drängen und selbst im Januar 1810 Finanzminister zu werden. Gleichzeitig wurde er Mitglied des neugebildeten Staatsrats. Nun wurde der Finanzplan umgesetzt. Der Metallgeldumlauf wurde wieder hergestellt, ein Teil der russischen Assignaten wurde eingezogen, und innere Darlehen wurden aufgenommen, um den Haushalt zu stabilisieren. Wegen des Französisch-Russischen Krieges mussten unter anderem neue Steuern eingeführt und alte erhöht werden. Die vollständige Umsetzung des Finanzplans verhinderten 1816 die Staatsratsmitglieder Nikolai Semjonowitsch Mordwinow und Georg Cancrin, die in dem Plan eine Stärkung der Funktionen der Minister und eine Einschränkung der autokratischen Rechte des Monarchen sahen und von Alexander I. gehört wurden. 1817 erhielt Gurjew den Orden des Heiligen Andreas des Erstberufenen.
1818–1819 leitete Gurjew als Minister des Kaiserlichen Hofes die Arbeit des Geheimkomitees zur Vorbereitung einer Reform des Bauernrechts. Er entwickelte ein radikales Projekt, das zu einer modernen Landwirtschaft mit selbständigen Landwirten hätte führen können, aber nicht zeitgemäß war. 1819 erhielt Gurjew die Grafenwürde. Im August 1821 gründete Alexander I. das Sibirische Komitee unter dem Vorsitz Wiktor Kotschubeis, dem Gurjew angehörte. Als sich Alexander I. von der Politik der inneren Reformen abwandte, musste Gurjew aufgrund der verbreiteten öffentlichen Kritik an seiner Finanzpolitik im April 1823 als Finanzminister zurücktreten. Sein Nachfolger wurde Georg Cancrin. Seit 1821 war er Ehrenmitglied der Akademie der Wissenschaften in Sankt Petersburg.
Gurjews Frau Gräfin Praskowa Gurjewa machte eine Hofkarriere und erhielt im November 1806 das Kleine Kreuz des Russischen Ordens der Heiligen Katharina. 1826 wurde sie zur Staatsdame erhoben. Dorothea von Ficquelmont beschrieb die Gräfin Gurjewa als liebenswürdige und weltgewandte Frau. Das Haus der Gräfin Praskowa Gurjewa war abends ein beliebter Treffpunkt der gehobenen St. Petersburger Gesellschaft und des Diplomatischen Corps.
Das Ehepaar Gurjew bekam 5 Kinder. Der älteste Sohn Alexander wurde Generalleutnant und Senator und heiratete die Tochter Jewdokija des Grafen Pjotr Alexandrowitsch Tolstoi. Marija heiratete den Diplomaten Karl Robert von Nesselrode. Nikolai wurde Diplomat und heiratete die Tochter Marina des Oberjägermeisters (2. Rangklasse) Dmitri Lwowitsch Naryschkin. Jelena wurde eine sehr gute Sängerin, heiratete den Kammerherrn Alexei Wassiljewitsch Swertschkow und adoptierte die Pianistin und Nichte des Kanzlers Karl Robert von Nesselrode Maria Nesselrode. Der jüngste Sohn Wassili starb im zweiten Lebensjahr.
Gurjew wurde in der 1933 abgerissenen Kirche der Verklärung des Herrn am Friedhof an der Kaiserlichen Porzellanmanufaktur St. Petersburg begraben. Konstantin Jakowlewitsch Bulgakow beklagte in einem Brief an Arseni Andrejewitsch Sakrewski Gurjews Tod als großen Verlust für die Gesellschaft.